# Араїк Марутян
Араїк Віталійович Марутян (нім. Araik Witali Marutjan; 15 серпня 1992) — німецький професійний боксер вірменського походження, призер чемпіонатів світу та Європи серед аматорів.

## Аматорська кар'єра
2009 року на молодіжному чемпіонаті Європи Араїк Марутян завоював бронзову медаль, програвши у півфіналі Олександру Беспутіну (Росія).
На чемпіонаті Європи 2013 завоював срібну медаль.
- В 1/16 фіналу переміг Алеса Куявеця (Словенія) — TKO 1
- В 1/8 фіналу переміг Онура Шипала (Туреччина) — 3-0
- У чвертьфіналі переміг Заала Квачатадзе (Грузія) — 3-0
- У півфіналі переміг Павла Кастраміна (Білорусь) — 2-1
- У фіналі програв Олександру Беспутіну (Росія) — 0-3

На чемпіонаті світу 2013 завоював бронзову медаль.
- В 1/16 переміг Ондера Шипала (Туреччина) — 3-0
- В 1/8 переміг Сімеона Чамова (Болгарія) — 3-0
- У чвертьфіналі переміг Фреда Еванса (Уельс) — 3-0
- У півфіналі програв Даніяру Єлеусінову (Казахстан) — 0-3

В сезоні 2013/2014 був учасником напівпрофесійної боксерської ліги WSB у складі збірної Німеччини.
На Олімпійських іграх 2016 програв у першому бою Габріелю Маестре (Венесуела) — 1-2.

## Професіональна кар'єра
Впродовж 2017—2022 років провів тринадцять боїв на профірингу, зазнавши в них лише однієї поразки.